# ヨハン・アンドレアス・シュトゥンプフ
ヨハン・アンドレアス・シュトゥンプフ（Johann Andreas Stumpff 1769年1月27日 - 1846年11月2日）は、ドイツに生まれイングランドで活躍したピアノとハープの製作者。晩年のルートヴィヒ・ヴァン・ベートーヴェンに出会い、援助を行った。

## 生涯
シュトゥンプフはルーラに鍵盤楽器製作者の息子として生まれた。1789年にハンブルクへ移るがその翌年にはロンドンへと再び転居し、同地でハープ及びピアノの製造業を営むようになる。グレート・ポートランド通りに工房を構え、自ら「J. A. シュトゥンプフ、陛下のハープ製作者」と称した。
1814年にドイツへ帰国、ヴァイマルを訪れてヨハン・ヴォルフガング・フォン・ゲーテと軽く面会した。おそらくこのドイツ滞在中のことと考えられるが、シュトゥンプフは音楽出版者のヨハン・アントン・アンドレよりヴォルフガング・アマデウス・モーツァルトの後期弦楽四重奏曲10曲分の自筆譜を購入している。彼は生涯それらを手元に置いていた。
シュトゥンプフとゲーテはその後も親交を深めている。1824年にはゲーテ作品の版を贈り、1829年の再会では1週間にわたって午後の時間を共に過ごした。シュトゥンプフは蒸気機関を題材とした自作の詩「Der Kampf der Elemente」を朗誦し、ゲーテはこれを他のシュトゥンプフ作品とともにヴァイマルの文学雑誌「Chaos」誌上で発表している。
1824年にウィーンを訪れたシュトゥンプフに対し、ヨハン・アンドレアス・シュトライヒャーがベートーヴェンへの紹介状を書くことになった。ベートーヴェンとの出会いは誠意あるものとなったが、この時のベートーヴェンがイングランドへの思いにとらわれていたのは明らかである。彼はこう記している。「ベートーヴェンはロンドン、並びに同市の高い教養を持つ市民を買い被っていた。」ベートーヴェンはこう語ったとされる。「イングランドは文化的に高い位置にある。ロンドンでは誰もがそれなりのことをよくわきまえているが、ウィーンの者が話すのは飲み食いのことばかりで、どうでもいいような音楽や自作の音楽を歌い散らし、弾き散らしているのだ。」
1826年、シュトゥンプフはベートーヴェンに40巻からなるサミュエル・アーノルドによるゲオルク・フリードリヒ・ヘンデルの作品全集を贈っている。ベートーヴェンが謝意を示した1827年2月8日付けの書簡には、彼が病を患って1音も書くことが出来ず、経済的にも困窮していると綴られていた。シュトゥンプフはロイヤル・フィルハーモニック協会から立替金を調達して3月1日に書簡でそのことを伝えた。しかし時すでに遅く、ベートーヴェンは3月26日にこの世を去ってしまったのであった。
シュトゥンプフは1846年にロンドンで没している。